# Ваздухопловна база Нелис
Ваздухопловна база Нелис (енгл. Nellis Air Force Base) насељено је место без административног статуса у америчкој савезној држави Невада.

## Демографија
По попису из 2010. године број становника је 3.187, што је 5.709 (-64,2%) становника мање него 2000. године.
| Група             | 2000.         | 2010.         |
| Белци             | 5.644 (63,4%) | 1.701 (53,4%) |
| Афроамериканци    | 1.276 (14,3%) | 583 (18,3%)   |
| Азијати           | 442 (5,0%)    | 120 (3,8%)    |
| Хиспаноамериканци | 1.043 (11,7%) | 610 (19,1%)   |
| Укупно            | 8.896         | 3.187         |